# Eggeosthang mit Lippischer Velmerstot
Eggeosthang mit Lippischer Velmerstot este o arie protejată (arie specială de conservare — SAC, sit de importanță comunitară — SCI) din Germania întinsă pe o suprafață de 142,49 ha, integral pe uscat.

## Localizare
Centrul sitului Eggeosthang mit Lippischer Velmerstot este situat la coordonatele 51°50′43″N 8°57′35″E / 51.8453°N 8.9597°E.

## Înființare
Situl Eggeosthang mit Lippischer Velmerstot a fost declarat sit de importanță comunitară în august 1999 pentru a proteja un număr necunoscut de specii din flora spontană și fauna sălbatică aflate în arealul zonei. Situl a fost protejat și ca arie specială de conservare în februarie 2005.

## Biodiversitate
Situată în ecoregiunea continentală, aria protejată conține 3 habitate naturale: Pajiști uscate europene, Păduri de fag Luzulo-Fagetum, Păduri aluvionare cu Alnus glutinosa și Fraxinus excelsior (Alno-Padion, Alnion incanae, Salicion albae).
La baza desemnării sitului se află un număr nedeclarat de specii protejate.